# Xinomavro
Xinomavro er en rødvinsdrue, der dyrkes i det nordlige Grækenland. Navnet betyder "syrlig sort".
| Vin og vindruer | Spire Denne artikel om vin eller vindruer er en spire som bør udbygges. Du er velkommen til at hjælpe Wikipedia ved at udvide den. |